# Kai Shibato
Kai Shibato (柴戸 海 Shibato Kai?), född 24 november 1995 i Kanagawa prefektur, är en japansk fotbollsspelare.
Shibato började sin karriär 2018 i Urawa Reds. Med Urawa Reds vann han japanska cupen 2018.